# NGC 3336
NGC 3336是一个位于长蛇座的棒旋星系，距离地球1.9亿光年，1835年3月24日由約翰·赫歇爾发现，属于長蛇座星系團。1984年12月20日，人们在星系内发现超新星 SN 1984S。